# Lepomis
Lepomis Rafinesque, 1819, es un género de peces de agua dulce de la familia Centrarchidae, del orden Perciformes. 
La especie tipo es L. auritus. Las especies de este género son comúnmente conocidas como perca sol con orejas.

## Etimología
El nombre de Lepomis deriva del griego: λεπίς (escama) y πώμα (tapa, opérculo), haciendo referencia a los visibles opérculos.

## Descripción general
El tamaño medio ronda de 12 a 40 cm, dependiendo de las especies, y están ampliamente distribuidas por los lagos y ríos de Estados Unidos y Canadá, donde son pescados para comer y un gran número son criados para repoblar lagos.

## Biología
Llegada la estación reproductora los machos del género Lepomis seleccionan lugares de nidificación y construyen sus nidos, que normalmente es una pequeña depresión circular excavada con sus aletas. Las hembras, cortejadas por los machos, suelen seleccionar uno o varios nidos donde realizar la puesta abandonando posteriormente dichas zonas, quedando los huevos al cuidado y protección de los machos hasta que las larvas adquieren la capacidad para nadar y buscar refugio en la vegetación de orilla.

## Problemática
Varias especies han prosperado por todo el mundo, como otras especies de cetrárquidos, convirtiéndose en plagas, de hecho el comercio de especies del género Lepomis está prohibido en Alemania por esta razón.

## Especies
- L. auritus - Chopa de Pecho Colorado.
- L. cyanellus
- L. gibbosus – Perca sol.
- L. gulosus
- L. humilis - Mojarra
- L. macrochirus - Mojarra azul, agallas azules.
- L. marginatus
- L. megalotis - Mojarra gigante.
- L. microlophus
- L. miniatus
- L. punctatus
- L. symmetricus

L. gulosus, anteriormente denominado Chaenobryttus gulosus, la única especie de dicho género. El Sistema Integrado de Información Taxonómica aún utiliza dicha nomenclatura.

## Enlaces y referencias
1. ↑   J. L. PÉREZ-BOTE, M. C. SORINGUER y A. J. RODRÍGUEZ-JIMÉNEZ. Características de los nidos y áreas de nidificación en el pez sol Lepomis gibbosus (L., 1758) (Osteychthyes, Centrarchidae) en la cuenca media del Guadiana: río versus embalse, Zool. baetica, 12: 3-13, 2001

- FishBase: Lepomis

- Datos: Q251730
- Multimedia: Lepomis / Q251730
- Especies: Lepomis